# Konrad Ragossnig
Konrad Ragossnig (* 6. Mai 1932 in Klagenfurt; † 3. Januar 2018 in Antwerpen) war ein österreichischer Gitarrist und Lautenist.

## Leben
Ragossnig studierte von 1954 bis 1957 Gitarre bei Karl Scheit an der Wiener Musikhochschule und war dort selbst von 1960 bis 1964 als Professor tätig. Von 1964 bis 1983 lehrte er an der Musik-Akademie der Stadt Basel, anschließend, vom 1. April 1983 bis 2002, erneut in Wien als Nachfolger von Karl Scheit. In der Zeit von 1989 bis 1997 war er gleichzeitig als Gastprofessor an die Zürcher Hochschule der Künste berufen. Zu seinen bekanntesten Schülern gehören Leon Koudelak, der Münchner Musiker und Komponist Peter Meier und Alexander Swete.
Ragossnig hat rund 70 Ausgaben von Kompositionen des 16. bis 20. Jahrhunderts für Laute und, als Transkription selbst bearbeitet und verändert, für Gitarre (beispielsweise aus Johann Sebastian Bachs Lautenkompositionen und einige Klavierwerke aus Opus 47 und Opus 92 von Isaac Albéniz) herausgegeben und außerdem ca. 60 Tonaufnahmen vorgelegt. Darunter ist die sechsteilige Anthologie Musik für Laute (1973/74) hervorzuheben, die 1976 von der Zeitschrift Fono Forum zur „Schallplatte des Jahrhunderts“ erklärt wurde. Er konzertierte mit Uraufführungen von Werken namhafter Komponisten wie Mario Castelnuovo-Tedesco, Hans Haug, Gottfried von Einem oder Armin Schibler. Ein Schwerpunkt seiner Bearbeitungen, Konzerte und Aufnahmen liegt in der Gitarren-Kammermusik. Er war Herausgeber der in der Edition Schott erschienenen Reihe Musik für Gitarre, die Werke für Gitarre solo und Gitarre und andere Instrumente enthält.
Ragossnig lebte während seiner letzten zwei Lebensjahre mit seiner Frau Godelieve Monden in Antwerpen, wo er 85-jährig verstorben ist.

## Auszeichnungen
- 1961: 1. Preis beim „Concours International de Guitare“ in Paris
- 1984: Würdigungspreis des Landes Kärnten
- 1992: Großes Goldenes Ehrenzeichen des Landes Kärnten
- 1993: Ehrenmedaille des Landes Wien
- 1994: Kulturpreis des Landes Kärnten
- 1998: Großes Silbernes Ehrenzeichen für Verdienste um die Republik Österreich[7]
- 2003: Österreichisches Ehrenkreuz für Wissenschaft und Kunst I. Klasse

## Publikationen
- Leitfaden zum täglichen Üben für Gitarristen. Basel 1976.
- Handbuch der Gitarre und Laute. Schott, Mainz 1978 (= Edition Schott. Band 6732), ISBN 3-7957-2329-9.
- Gitarrentechnik kompakt. Grundformen der Technik – Effektives Einspielen – Tägliches Üben. Schott, Mainz 2001, ISMN 979-0-00-112919-0 (Suche im DNB-Portal).
- Step by Step. Grundlagen der Gitarrentechnik mit 60 klassischen und romantischen Etüden. Schott, Mainz.
- Musik der Renaissance nach Lautentabulaturen. Für Gitarre. Schott, Mainz (= Gitarren-Archiv. Band 442).